# (84522) 2002 TC302
(84522) 2002 TC302 — транснептуновый объект с орбитальным резонансом 2:5. Является объектом Рассеянного диска. Был открыт 9 октября 2002 года командой Паломарской обсерватории под руководством Майка Брауна.

## Кандидат в карликовые планеты
Абсолютная звездная величина 2002 TC302 — 4,17±0,10m, а геометрическое альбедо — 0,115+0,047
−0,033. Из этого следует, что его диаметр составляет 584,1+105,6
−88,0 км. По более ранним данным, полученным космическим телескопом «Спитцер», диаметр объекта оценивался в 1145,7 ± 325 км, что делало его одним из самых крупных транснептуновых объектов и позволяло претендовать на звание карликовой планеты. Однако, как отметил Майкл Браун, результат измерения «Спитцера» оказался сильно завышен. Покрытие звезды с видимой звёздной величиной ≈ 15,3m с обозначением 593-005847 в звёздном каталоге UCAC4 (соответствует источнику Gaia 130957813463146112) 28 января 2018 года позволило уточнить размер (84522) 2002 TC302 — 499 км (543×460).

## Орбита

Красным цветом показан орбитальный резонанс 2:5 объекта 2002 ТС_{302} относительно Нептуна, серым — резонанс Плутона — 2:3.

2002 TC302 пройдёт перигелий (минимальное расстояние от Солнца) в 2059 году. Его перигелий находится на расстоянии 39,02 а. е. от Солнца, что примерно равно длине большой полуоси орбиты Плутона (его среднему расстоянию от Солнца). Он классифицируется как объект рассеянного диска.
Из-за большой длины орбиты 2002 TC302 каждый год проходит противостояние примерно в одно и то же время (в конце октября). При этом его видимая звёздная величина составляет +20,5. Абсолютная звёздная величина объекта — 4,2.
Объект был обнаружен на архивных фотографиях 76 раз, начиная с 5 августа 2000 года.

## О резонансе

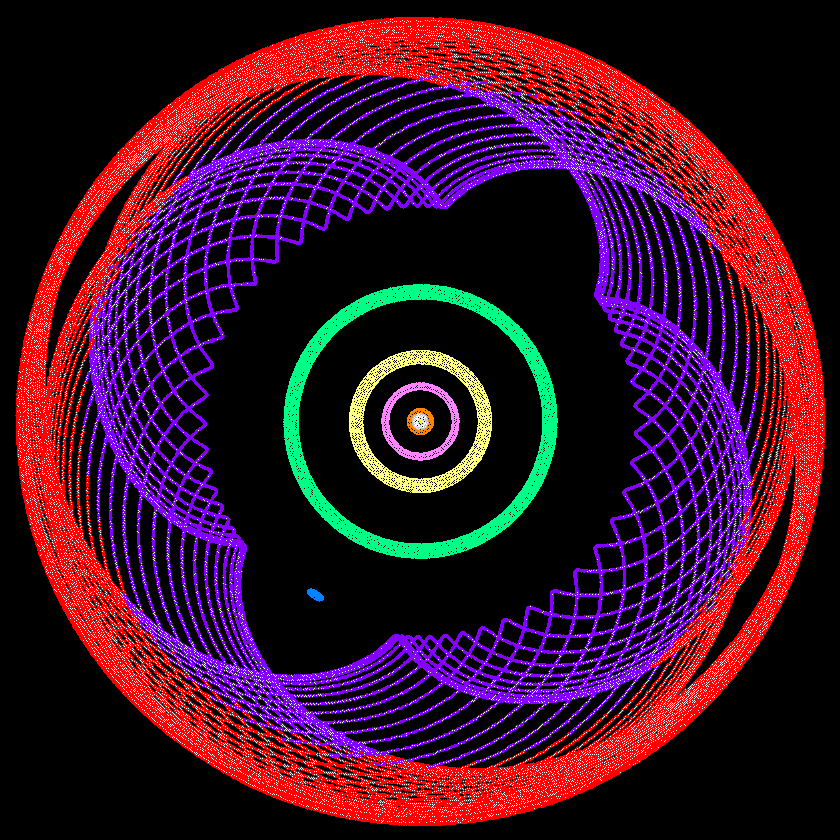
Движение 2002 ТС_{302} относительно Нептуна (показанного синей точкой).

По заключению Центра малых планет и обсерватории Deep Ecliptic, 2002 ТС302 имеет орбитальный резонанс с Нептуном 2:5. Это означает, что 2002 ТС302 делает 2 оборота вокруг Солнца, в то время как Нептун — 5 оборотов.

## Поверхность
Поскольку объект имеет красноватый цвет, есть основания предполагать, что льда на его поверхности немного.